# De Krim (landgoed)
De Krim is een landgoed in de Peel in de buurt van Elsendorp. De oppervlakte van het landgoed bedraagt ongeveer 100 ha en het is eigendom van het Brabants Landschap.
Het gebied ligt ten noorden van de buurtschap Vossenberg, ten oosten van de landgoederen De Sijp en Cleefswit, en ten westen van de landgoederen Groote Slink en Bunthorst.
In de 19e eeuw bestond dit gebied nog uit onafzienbare heidevelden, maar het is ontgonnen in het begin van de 20e eeuw. Er zijn naaldbossen en heidevelden te vinden, en ook een tweetal vennen. De heide is goeddeels vergrast en zal worden hersteld. Voorts zijn er weilanden, waar Wulp, Kievit en Scholekster zijn te vinden. De bossen bestaan uit Grove den, Japanse lariks, Douglasspar en Zomereik. In de oudere dennenbossen heeft zich een ondergroei van loofhout gevormd en er zijn veel zangvogels te vinden.